# Postdigital
Postdigital ist ein Begriff, der Anfang der 2000er Jahre als Reaktion auf die zunehmende digitale Durchdringung des Alltags entstanden ist. Mit postdigital wird ein Zustand beschrieben, in dem die Digitalisierung ein selbstverständlicher normaler Teil des Alltagslebens geworden ist. Der Begriff findet ausgehend von Diskursen der digitalen Musik und Kunst auch in der Philosophie, Anthropologie und den Sozialwissenschaften Anwendung. Er wurde im Jahr 2000 von Kim Cascone in seiner Abhandlung The Aesthetics of Failure: 'Post-Digital' Tendencies in Contemporary Computer Music in den akademischen Diskurs zur Elektronischen Musik eingebracht und bezieht sich auf ein Konzept, das von Nicholas Negroponte 1998 in einer Kolumne einer Ausgabe des Magazins Wired unter der Überschrift Being Digital erwähnt wurde.

## Hintergrund
„Wie die Luft und das Wassertrinken wird Digitales nur durch seine Ab- und nicht Anwesenheit bemerkt werden. Computer, wie wir sie heute kennen, werden a) langweilig sein und b) in Dingen verschwinden, die zuallererst etwas anderes sind: Fingernageldesign, selbstreinigende Hemden, fahrerlose Autos, therapeutische Barbiepuppen [...] Computer werden ein wichtiger aber unsichtbarer Teil unseres Alltagslebens sein: Wir werden in ihnen leben, sie tragen, sie sogar essen. [...]
Seht es ein – die digitale Revolution ist vorbei.
Ja, wir leben in einem digitalen Zeitalter, soweit es uns Kultur, Infrastruktur und Wirtschaft (in dieser Reihenfolge) erlauben. Aber die wirklich überraschenden Veränderungen werden woanders stattfinden, in unserer Lebensweise und wie wir zusammen uns auf diesem Planeten steuern. [...]
Ich meine, es ist abzusehen, dass fünf Kräfte des Wandels aus dem digitalen Zeitalter übrigbleiben und den Planeten tiefgreifend verändern: 1) globale Imperative, 2) Gegenüberstellung von Größenverhältnissen, 3) eine Neudefinition der Zeit, 4) soziale Synergien und 5) die Bedeutungslosigkeit von Territorien.“

Die Einstellungen, die mit einer postdigitalen Haltung einhergehen, beschreibt Negroponte dementsprechend als "Being global, Being big and small, Being prime, Being equal, Being unterritorial". Ein jeweils kurzer Absatz erklärt, was darunter zu verstehen ist. Zunächst handelt es sich um eine Verlagerung des Schwerpunkts der Aufmerksamkeit und Auseinandersetzung vom Umgang mit digitalen Medien zu einer wieder mehr anthropologischen Ausrichtung der Lebenswirklichkeit und die damit einhergehende Einarbeitungen der Möglichkeiten digitaler Informationsverarbeitung zum Beispiel in die Dinge des täglichen Lebens. 1991 erschien bereits ein entsprechender Ansatz von Marc Weiser in der Abhandlung The Computer for the 21. Century:
"Specialized elements of hardware and software, connected by wires, radio waves and infrared, will be so ubiquitous that no one will notice their presence."

## Musik und Kunst
Kim Cascone bezieht sich in seinem Artikel hauptsächlich auf zwei Stilrichtungen der Elektronischen Musik, Glitch und Microsound. Besonders beim Glitch handelt es sich darum, Fehler bei der digitalen Datenverarbeitung als Grundlage von Kompositionen zu nutzen. Cascone beobachtet anhand dieser Szenen, dass mit der Entwicklung des E-Business, in deren Zuge „digitale Kuschelware in Massenproduktion per Gigabyte auf den Markt geworfen wird, [...] insgesamt weniger Wert auf ein Interesse am Komponisten selbst besteht“.
Eine Auswertung von Veröffentlichungen hinsichtlich eines allgemein gültigen Paradigmas konfrontiert einen mit der Entscheidung: Entweder soll die postdigitale Gesellschaft eine ihr ganz eigene Bedeutung innehaben oder sie wird mit einem gültigen Verständnis in Zusammenhang gebracht, in der Kunst als Gesamtheit mit einbezogen ist. Der Telematik-Künstler und Theoretiker Roy Ascott zeigt auf beide Weisen, dass die Unterscheidung zwischen digital und postdigital Teil des Umgangs mit der Realität ist.
In The Future of Art in a Postdigital Age definiert Mel Alexenberg postdigitale Kunst durch einen Bestand an Kunstwerken, die an die Vermenschlichung digitaler Technologien appellieren, dies „durch ein Zusammenspiel von digitalen, biologischen, kulturellen und spirituellen Systemen [...]“ und durch Zusammenarbeiten, in denen die Rolle des Künstlers aufs Neue definiert wird.
In Art after Technology überblickt Maurice Benayoun mögliche weitere Verläufe für postdigitale Kunst. Er weist darauf hin, dass die digitale Flut die gesamte soziale, ökonomische, künstlerische Landschaft verändert hat und Künstler sich an Wegen orientieren werden, mit denen sie ein Entkommen aus dem Bereich der Technologie anstreben, ohne dass es ihnen möglich ist, ihn komplett zu verwerfen. Von Low-Tech über Biotech bis zu kritischer Fusion („ein Aktionsmodus, der auf Situationen fußt, in denen Fiktion und Realität, Leben und Spektakel, Virtuelles und Reales interferieren, um die Artifizien des Alltäglichen sichtbar zu machen“) entstehen neue Kunstformen aus dem digitalen Zeitalter.

## Philosophie, Ausblick
In letzter Zeit hat sich die Wahrnehmung des Postdigitalen mehr und mehr hinsichtlich einer Beschreibung des kreativen Verhaltens gegenüber dem Computerzeitalter entwickelt.
2002 beschreibt Giorgio Agamben die neuen Paradigmen als ein mehr mit den Dingen als über die Dinge denken. Wie das Computerzeitalter ist auch das Postdigitale ein Paradigma, allerdings bezieht es sich nicht auf ein Leben nach der Erfahrung des Digitalen, sondern versucht, die Möglichkeiten zu beschreiben, heutzutage Konsequenzen des digitalen und des Computerzeitalters zu erforschen. Während das Computerzeitalter den Menschen mit einladenden und unheimlichen Prothesen vorangebracht habe, könne das postdigitale ein Paradigma hervorbringen, mit dem es möglich sei, diesen Fortschritt zu verstehen.